# Karl Hetz (Admiral)
Karl Hetz (* 11. Mai 1910 in Hanau; † 23. Dezember 1980 in Bonn) war ein deutscher Marineoffizier, zuletzt Vizeadmiral der Bundesmarine und von 1966 bis 1970 Befehlshaber der Flotte.

## Militärische Laufbahn

### Reichsmarine und Kriegsmarine
Hetz, Sohn eines Beamten, trat 1929 als Offizieranwärter in die Reichsmarine ein. Nach der Offizierausbildung an der Marineschule Mürwik diente er auf Zerstörern. Von Oktober 1938 bis Dezember 1939 war er Flaggleutnant im Flottenkommando und anschließend Erster Offizier des Zerstörers Z 5 Paul Jacobi. Im Dezember 1941 wurde er 2. Admiralstabsoffizier beim Führer der Zerstörer. Am 1. April 1943 zum Korvettenkapitän befördert, übernahm er am 1. Mai 1943 das Kommando über den Zerstörer Z 34, das er bis zum Kriegsende im Mai 1945 behielt.

### Nachkriegszeit
Nach der Beendigung des Zweiten Weltkriegs wurde Hetz im August 1945 in den Deutschen Minenräumdienst übernommen. Hier war er bis Dezember 1947 als Personalbearbeiter tätig.

### Bundesmarine
Am 3. Januar 1956 wurde Hetz als Fregattenkapitän in die Bundesmarine eingestellt und diente bis 1960 als Referatsleiter (damalige Bezeichnung „Referent“) im Bundesministerium der Verteidigung, wo er am 1. Mai 1958 zum Kapitän zur See befördert wurde. Von Oktober 1960 bis März 1962 war er Kommandeur des 3. Zerstörergeschwaders und anschließend bis Dezember 1962 Chef des Stabes des Zentralen Marinekommandos in Bonn. Am 1. Januar 1963 wurde er Leiter der Unterabteilung II Führung im Bundesministerium der Verteidigung und im April desselben Jahres unter Beförderung zum Flottillenadmiral Stellvertreter des Inspekteurs der Marine und Chef des Stabes Führungsstab der Marine. Auf diesem Dienstposten wurde er am 1. Januar 1964 zum Konteradmiral befördert.
Am 1. Oktober 1966 wurde Hetz zum Vizeadmiral befördert und zum Befehlshaber der Flotte ernannt. Von diesem Dienstposten aus trat er am 30. September 1970 in den Ruhestand.
Hetz war verheiratet und hatte drei Kinder.

## Auszeichnungen
- 1945: Ehrenblattspange der Kriegsmarine
- 1945: Deutsches Kreuz in Gold
- 1945: Dienstauszeichnung 4-jährige
- 1945: Zerstörer-Kriegsabzeichen
- 1969: Großes Verdienstkreuz mit Stern des Verdienstordens der Bundesrepublik Deutschland